# Ogcocephalus vespertilio
Ogcocephalus vespertilio is een straalvinnige vissensoort uit de familie van de vleermuisvissen (Ogcocephalidae). De wetenschappelijke naam is gepubliceerd in 1758 door Linnaeus als Lophius vespertilio in de tiende editie van Systema naturae.